# Gerhard Sedlacek
Gerhard Sedlacek (* 17. November 1939 in Rheinhausen; † 1. Februar 2012) war ein deutscher Bauingenieur im Fachgebiet Stahlbau.

## Leben und Wirken
Nach seinem Abitur am Friedrich Krupp Gymnasium in Duisburg studierte Sedlacek an der TH Karlsruhe und erlangte 1964 sein Diplom. Anschließend war er Assistent von Karlheinz Roik an der TU Berlin am Institut für Stahlbau, an dem er 1967 mit der Dissertation Systematische Darstellung des Biege- und Verdrehvorgangs für prismatische Stäbe mit dünnwandigem Querschnitt unter Berücksichtigung der Profilverformung promoviert wurde.
Von 1969 bis 1971 wurde Sedlacek als Brückenbauingenieur beim MAN Werk Gustavsburg übernommen und leitete anschließend bis 1976 die Brückenbauabteilung bei Krupp in Rheinhausen. Schließlich wurde er von 1976 bis zu seiner Emeritierung im Jahr 2005 als Professor für Stahlbau an der RWTH Aachen berufen. Dort befasste er sich unter anderem mit Bauen mit Leichtmetallen, Kunststoffen und Glas, mit Windingenieurwesen, Lastannahmen, Erdbebensicherheit. Sedlacek initiierte zudem die Gründung eines Zentrums metallischer Bauweisen (ZMB). Darüber hinaus leitete er Ingenieurbüros in Aachen und Berlin.
Von 1993 bis 1995 war Sedlacek Herausgeber der Fachzeitschrift Der Stahlbau. Er war seit 1996 Mitglied in der Nordrhein-Westfälischen Akademie der Wissenschaften und der Künste, im Deutschen Ausschuss für Stahlbau und in verschiedenen Normanausschüssen einschließlich der Eurocodes für den konstruktiven Ingenieurbau. In der Europäischen Konvention für Stahlbau war er lange Vorsitzender von TC 1 (Sicherheit) und 2007 wurde er Direktor für europäische Forschung.
Im Jahr 2003 erhielt Sedlacek den Charles-Massonnet-Preis und wurde zum Ehrendoktor der Universität Lüttich ernannt. Ein Jahr später wurde er mit der Auszeichnung des Deutschen Stahlbaus geehrt.
Gerhard Sedlacek fand seine letzte Ruhestätte auf dem Friedhof Laurentiusstraße (Laurensberg).